# Малая (приток Енисея)
Малая (также Средний Имбак) — река в Туруханском районе Красноярского края, правый приток Енисея. Длина — 30 км.
Исток находится в болотах, на высоте свыше 50 м над уровнем моря, течёт в северо-западном направлении, один значительный, длиной 11 км, безымянный приток впадает справа, в 9 км от устья. Впадает в Енисей на расстоянии 1210 км от устья на высоте 13 м над уровнем моря.
По данным государственного водного реестра России относится к Енисейскому бассейновому округу. Код водного объекта — 17010600112116100059525.